# Анисимов, Дмитрий Викторович
Дмитрий Викторович Анисимов (род. 6 октября 1983, Кемерово, РСФСР, СССР) — российский государственный и политический деятель. Глава города Кемерово с 15 ноября 2022 года.

## Биография
Окончил Кузбасский государственный технический университет в 2005 году по специальности «Промышленное и гражданское строительство».
После учёбы начал работать менеджером в ООО «Амтел Шина – Кузбасс». В 2005 году стал директором ООО «Кузнецкий уголь», а в 2008 году — начальником управления капитального строительства КОАО «ОРТОН». В 2011 году перешёл на должность директора кемеровского городского управления капитального строительства (ГорУКС). С апреля 2016 года — заместитель главы Кемерово и начальник управления городского развития. В мае 2018 года стал первым заместителем главы города. В 2020 году задекларировал годовой доход в 2,7 миллиона рублей.
10 ноября 2022 года депутаты городского совета Кемерово единогласно избрали Анисимова главой города. Он получил голоса всех 35 присутствовавших на заседании депутатов. Кроме него на пост главы Кемерово претендовали ещё семь кандидатов. Инаугурация состоялась 15 ноября.
Анисимов награждён медалями Кемеровской области «За веру и добро» и «За служение Кузбассу».